# .bj
.bj — национальный домен верхнего уровня для Бенина. Введён в эксплуатацию в 1996 году. Инициатором введения домена стала Offices des Postes et Telecommunications. Регистрацией в домене занимается Network Information Center. URL для регистрационных сервисов: https://web.archive.org/web/20051103225903/http://www.nic.bj/ WHOIS Server: whois.nic.bj
Доменное имя в зоне .bj может состоять из букв французского алфавита от «A» до «Z», цифр от «0» до «9» и символа «-». Не разрешены: домены из одного или двух разрешённых символов; начинающиеся или заканчивающиеся символом «-»; длиной свыше 255 символов.